# Paula Wessely
Paula Anna Maria Wessely (Wenen, 20 januari 1907 - aldaar, 11 mei 2000) was een Oostenrijks actrice.

## Biografie
Paula Wessely was de dochter van Carl Wessely, een slager. Ze is tevens de nicht van actrice Josephine Wessely (1860–1887). In 1922 begon ze aan de Universität für Musik und darstellende Kunst Wien en het Max Reinhardt Seminar. Ze was al actief als actrice bij het Volkstheater in 1924. In 1926 sloot ze aan bij het gezelschap van de Staatsopera Praag alwaar ze haar man, Attila Hörbiger (1896–1987) ontmoette.
In 1927 keerde ze terug naar het Volkstheater in Wenen om mee te spelen in Fruen fra havet van Ibsen. Ze greep naast de rol van Jenny in de driestuiversopera van Brecht. Hierdoor sloot ze in 1929 aan bij een andere gezelschap, namelijk dat van het Theater in der Josefstadt. Hier speelde ze in Der Gemeine (van Felix Salten) en Intrigue and Love (Schiller) in 1930 en Rose Bernd (Hauptmann) in 1932. Nadat ze zanglessen nam speelde ze de hoofdrol in de première van Sissy van Fritz Kreisler in het Theater an der Wien op 23 december 1932. Tussen 1933 en 1938 speelde ze mee in Faust (Goethe) als Gretchen. 
Na enkele kleine rollen in films speelde ze in 1934 mee in Maskerade van Willi Forst. Met het winnen van de Coppa Volpi behaalde grote bekendheid.  
Gedurende de Tweede Wereldoorlog verscheen ze in de Nazi-propagandafilm Heimkehr (1941) (verbod op vertoning na de oorlog) van Gustav Ucicky.  Hierdoor mocht ze na de oorlog niet meer optreden. Vanaf 1945 kon ze toch aan de slag in het Staattheater van Innsbruck met de rol van Christine in Liebelei en later ook in het Theater in der Josefstadt met een rol in Der gute Mensch von Sezuan in 1946. In 1947 speelde ze een half-joodse vrouw in Der Engel mit der Posaune. Vanaf 1947 speelde ze vooral in het Burgtheater te Wenen samen met haar man waaronder Der Alpenkönig und der Menschenfeind (Raimund), Der Diamant des Geisterkönigs (Raimund), Faust (Goethe), Das weite Land (Schnitzler) en Der Unbestechliche (Hofmannsthal).
Wessely trouwde Attila Hörbiger op 23 november 1935 en samen kregen ze drie dochters: Elisabeth Orth (1936), Christiane Hörbiger (1938) en Maresa Hörbiger (1945), allen ook actrices.

## Erkentelijkheden
- 1935 - Coppa Volpi voor de film Episode
- 1949 - Max Reinhardt ring
- 1960 - Kainz Medaille
- 1962 - Bambi
- 1963 - Österreichisches Ehrenzeichen und Österreichisches Ehrenkreuz für Wissenschaft und Kunst -1st class
- 1967 - Gouden medaille van de Stad Wenen
- 1976 - Grote zilveren medaille van de Republiek *Oostenrijk
- 1979 - Alma Seidler ring
- 1984 - Gouden Lola

## Filmografie[2]
Wessely speelde mee in een 40-talm film. Een selectie hieronder.
- Maskerade (1934)
- So endete eine Liebe (1934)
- Episode (film)|Episode (1935)
- Ernte (1936)
- Die ganz großen Torheiten (1937)
- Sneeuwwitje en de zeven dwergen (1938), stem in Duitse versie Disney
- Spiegel des Lebens (1938)
- Maria Ilona (1939)
- Heimkehr (1941)
- Der Engel mit der Posaune (1948)
- Cordula (1950)
- Maria Theresa (1951)
- Anders als du und ich (§175) (1957)
- Die unvollkommene Ehe (1959)
- Jedermann (1961)